# Ажар
Ажа́р (каз. Ажар) — село у складі Казалінського району Кизилординської області Казахстану. Входить до складу Кизилкумського сільського округу.
Населення — 85 осіб (2021; 304 у 2009, 171 у 1999, 615 у 1989).